# Symmacra solidaria
Symmacra solidaria là một loài bướm đêm trong họ Geometridae.